# Copa Federació 2014 (tennis)
La Copa Federació 2014 de tennis, coneguda oficialment com a Fed Cup by BNP Paribas 2014, correspon a la 52a edició de la Copa Federació de tennis, la competició nacional de tennis més important en categoria femenina.

## Grup Mundial
| Equips participants | Equips participants | Equips participants | Equips participants |
| ------------------- | ------------------- | ------------------- | ------------------- |
| Itàlia              | Rússia              | Txèquia             | Eslovàquia          |
| Estats Units        | Austràlia           | Alemanya            | Espanya             |

### Quadre
|  | Primera ronda 8 - 9 de febrer           | Primera ronda 8 - 9 de febrer | Primera ronda 8 - 9 de febrer |                                          |         | Semifinals 19 - 20 d'abril | Semifinals 19 - 20 d'abril             | Semifinals 19 - 20 d'abril |   |  | Final 8 - 9 de novembre | Final 8 - 9 de novembre | Final 8 - 9 de novembre |
|  |                                         |                               |                               |                                          |         |                            |                                        |                            |   |  |                         |                         |                         |
|  | Cleveland, Estats Units (dura interior) |                               |                               |                                          |         |                            |                                        |                            |   |  |                         |                         |                         |
|  | 1                                       | Itàlia                        | 3                             |                                          |         |                            |                                        |                            |   |  |                         |                         |                         |
|  | 1                                       | Itàlia                        | 3                             | Ostrava, República Txeca (dura interior) |         |                            |                                        |                            |   |  |                         |                         |                         |
|  |                                         | Estats Units                  | 1                             |                                          |         |                            |                                        |                            |   |  |                         |                         |                         |
|  |                                         | Estats Units                  | 1                             | 1                                        | Itàlia  | 0                          |                                        |                            |   |  |                         |                         |                         |
|  | Sevilla, Espanya (terra batuda)         |                               |                               | 1                                        | Itàlia  | 0                          |                                        |                            |   |  |                         |                         |                         |
|  |                                         | 3                             | Txèquia                       | 4                                        |         |                            |                                        |                            |   |  |                         |                         |                         |
|  | 3                                       | 3                             | Txèquia                       | 4                                        | Txèquia | 3                          |                                        |                            |   |  |                         |                         |                         |
|  | 3                                       |                               |                               |                                          | Txèquia | 3                          | Praga, República Txeca (dura interior) |                            |   |  |                         |                         |                         |
|  |                                         | Espanya                       | 2                             |                                          |         |                            |                                        |                            |   |  |                         |                         |                         |
|  |                                         |                               |                               |                                          |         |                            | 3                                      | Txèquia                    | 3 |  |                         |                         |                         |
|  | Bratislava, Eslovàquia (dura interior)  |                               |                               |                                          |         |                            | 3                                      | Txèquia                    | 3 |  |                         |                         |                         |
|  |                                         |                               | Alemanya                      | 1                                        |         |                            |                                        |                            |   |  |                         |                         |                         |
|  |                                         | Alemanya                      | Alemanya                      | 1                                        | 3       |                            |                                        |                            |   |  |                         |                         |                         |
|  |                                         | Alemanya                      | Brisbane, Austràlia (dura)    |                                          | 3       |                            |                                        |                            |   |  |                         |                         |                         |
|  | 4                                       | Eslovàquia                    | 1                             |                                          |         |                            |                                        |                            |   |  |                         |                         |                         |
|  | 4                                       | Eslovàquia                    | 1                             |                                          |         | Alemanya                   | 3                                      |                            |   |  |                         |                         |                         |
|  | Hobart, Austràlia (dura)                |                               |                               |                                          |         | Alemanya                   | 3                                      |                            |   |  |                         |                         |                         |
|  |                                         |                               | Austràlia                     | 1                                        |         |                            |                                        |                            |   |  |                         |                         |                         |
|  |                                         | Austràlia                     | Austràlia                     | 1                                        | 4       |                            |                                        |                            |   |  |                         |                         |                         |
|  |                                         | Austràlia                     |                               |                                          | 4       |                            |                                        |                            |   |  |                         |                         |                         |
|  | 2                                       | Rússia                        | 0                             |                                          |         |                            |                                        |                            |   |  |                         |                         |                         |

## Play-off del Grup Mundial
Els partits del Play-off del Grup Mundial es van disputar el 19 i 20 d'abril de 2014 i hi van participar els quatre equips perdedors de la primera ronda del Grup Mundial contra els quatre equips guanyadors del Grup Mundial II. L'elecció dels caps de sèrie es va basar en el rànquing de la Copa Federació.
| Seu (superfície)                                           | Equip local      | Resultat | Equip visitant |
| ---------------------------------------------------------- | ---------------- | -------- | -------------- |
| Adler Arena, Sotxi, Rússia (terra batuda interior)         | Rússia (1)       | 4 − 0    | Argentina      |
| Laval University, Ciutat de Quebec, Canadà (dura interior) | Canadà           | 3 − 1    | Eslovàquia (2) |
| Chaifetz Arena, St. Louis, Estats Units (dura interior)    | Estats Units (3) | 2 − 3    | França         |
| Tennis Vall d'Hebron, Barcelona, Espanya (terra batuda)    | Espanya (4)      | 2 − 3    | Polònia        |

## Grup Mundial II
Els partits del Grup Mundial II es van disputar el 8 i 9 de febrer de 2014. Els vencedors van accedir al Play-off del Grup Mundial, mentre que els vençuts van accedir al Play-off del Grup Mundial II.
| Seu (superfície)                                                     | Equip local | Resultat | Equip visitant |
| -------------------------------------------------------------------- | ----------- | -------- | -------------- |
| Complexe Sportif Claude Robillard, Mont-real, Canadà (dura interior) | Canadà      | 3 − 1    | Sèrbia (1)     |
| Borashallen, Borås, Suècia (dura interior)                           | Suècia (3)  | 2 − 3    | Polònia        |
| Stade Pierre de Coubertin, París, França (dura interior)             | França      | 3 − 2    | Suïssa (4)     |
| Pilara Tennis Club, Buenos Aires, Argentina (terra batuda)           | Argentina   | 3 − 1    | Japó (2)       |

## Play-off del Grup Mundial II
Els partits del Play-off del Grup Mundial II es van disputar el 19 i 20 d'abril de 2014 i hi van participar els quatre equips perdedors del Grup Mundial II contra els quatre equips classificats provinents del Grup I dels tres sectors mundials (Amèrica, Àsia/Oceania i Europa/Àfrica). L'elecció dels caps de sèrie es va basar en el rànquing de la Copa Federació.
| Seu (superfície)                                                                   | Equip local   | Resultat | Equip visitant |
| ---------------------------------------------------------------------------------- | ------------- | -------- | -------------- |
| Arenele BNR, Bucarest, Romania (terra batuda)                                      | Romania       | 4 − 1    | Sèrbia (1)     |
| Maaspoort Sports & Events, 's-Hertogenbosch, Països Baixos (terra batuda interior) | Països Baixos | 3 − 2    | Japó (2)       |
| Sparbanken Lidköping Arena, Lidköping, Suècia (dura interior)                      | Suècia (3)    | 4 − 0    | Tailàndia      |
| Clube de Tenis Catanduva, Catanduva, Brasil (terra batuda)                         | Brasil        | 1 − 4    | Suïssa (4)     |

## Grup I

### Àfrica/Europa
Els partits del Grup I del sector africano-europeu es van disputar entre el 4 i el 9 de febrer de 2014 sobre pista dura interior en el Syma Event and Congress Centre de Budapest, Hongria. Els vencedors dels quatre grups es van enfrontar en una eliminatòria, i els dos vencedors van accedir al Play-off del Grup Mundial II. El mateix cas pels perdedors dels quatre grups, on els perdedors van descendir al sector Àfrica/Europa del Grup II.
Grup A
|               | Bèlgica (1) | Croàcia | Països Baixos | Luxemburg | V − D | Partits | Sets | Jocs   | Pos. |
| Bèlgica (1)   |             | 3−0     | 0−3           | 3−0       | 2−1   | 6−3     | 13−9 | 110−97 | 2    |
| Croàcia       | 0−3         |         | 0−3           | 3−0       | 1−2   | 3−6     | 9−12 | 96−88  | 3    |
| Països Baixos | 3−0         | 3−0     |               | 3−0       | 3−0   | 9−0     | 18−2 | 124−67 | 1    |
| Luxemburg     | 0−3         | 0−3     | 0−3           |           | 0−3   | 0−9     | 1−18 | 36−114 | 4    |

Grup B
|                | Regne Unit (2) | Hongria | Romania | Letònia | V − D | Partits | Sets  | Jocs    | Pos. |
| Regne Unit (2) |                | 1−2     | 1−2     | 2−1     | 1−2   | 4−5     | 11−12 | 115−111 | 3    |
| Hongria        | 2−1            |         | 1−2     | 2−1     | 2−1   | 5−4     | 11−12 | 98−112  | 2    |
| Romania        | 2−1            | 2−1     |         | 2−1     | 3−0   | 6−3     | 14−7  | 107−73  | 1    |
| Letònia        | 1−2            | 1−2     | 1−2     |         | 0−3   | 3−6     | 8−13  | 87−108  | 4    |

Grup C
|             | Ucraïna (3) | Àustria | Eslovènia | Israel | V − D | Partits | Sets  | Jocs   | Pos. |
| Ucraïna (3) |             | 2−1     | 3−0       | 3−0    | 3−0   | 8−1     | 16−4  | 113−67 | 1    |
| Àustria     | 1−2         |         | 3−0       | 1−2    | 1−2   | 5−4     | 11−9  | 97−89  | 3    |
| Eslovènia   | 0−3         | 0−3     |           | 1−2    | 0−3   | 1−8     | 4−17  | 75−120 | 4    |
| Israel      | 0−3         | 2−1     | 2−1       |        | 2−1   | 4−5     | 10−11 | 92−101 | 2    |

Grup D
|             | Belarús (4) | Bulgària | Portugal | Turquia | V − D | Partits | Sets | Jocs    | Pos. |
| Belarús (4) |             | 2−1      | 3−0      | 3−0     | 3−0   | 8−1     | 17−3 | 116−70  | 1    |
| Bulgària    | 1−2         |          | 1−2      | 1−2     | 0−3   | 3−6     | 9−13 | 101−120 | 4    |
| Portugal    | 0−3         | 2−1      |          | 2−1     | 2−1   | 4−5     | 8−13 | 85−105  | 2    |
| Turquia     | 0−3         | 2−1      | 1−2      |         | 1−2   | 3−6     | 9−14 | 104−111 | 3    |

Play-offs
| Ronda          | Equip A       | Resultat | Equip B   |
| -------------- | ------------- | -------- | --------- |
| Ascens         | Romania       | 2 − 0    | Ucraïna   |
| Ascens         | Països Baixos | 2 − 0    | Belarús   |
| Cinquè / Vuitè | Bèlgica       | 2 − 1    | Portugal  |
| Cinquè / Vuitè | Hongria       | 2 − 1    | Israel    |
| Novè / Dotzè   | Croàcia       | 2 − 1    | Turquia   |
| Novè / Dotzè   | Regne Unit    | 2 − 0    | Àustria   |
| Descens        | Luxemburg     | 0 − 2    | Bulgària  |
| Descens        | Letònia       | 2 − 0    | Eslovènia |

### Amèrica
Els partits del Grup I del sector americà es van disputar entre el 5 i el 8 de febrer de 2014 sobre terra batuda en el Paraguayan Yacht and Golf Club de Lambaré, Paraguai. Els vencedors de cada grup es van enfrontar entre si per accedir al Play-off del Grup Mundial II. Per la part baixa es van enfrontar el segon del grup A amb el quart del B, i els dos tercers, de manera que els dos perdedors d'aquesta eliminatòria van descendir al sector Amèrica del Grup II.
Grup A
|           | Paraguai | Veneçuela | Mèxic | V − D | Partits | Sets | Jocs  | Pos. |
| Paraguai  |          | 2−0       | 3−0   | 2−0   | 5−0     | 10−0 | 61−24 | 1    |
| Veneçuela | 0−2      |           | 2−1   | 1−1   | 2−3     | 4−6  | 47−52 | 2    |
| Mèxic     | 0−3      | 1−2       |       | 0−2   | 1−5     | 2−10 | 38−70 | 3    |

Grup B
|          | Colòmbia | Brasil | Bahames | Equador | V − D | Partits | Sets | Jocs   | Pos. |
| Colòmbia |          | 0−2    | 3−0     | 2−1     | 2−1   | 5−3     | 10−6 | 79−57  | 2    |
| Brasil   | 2−0      |        | 3−0     | 3−0     | 3−0   | 8−0     | 16−0 | 98−36  | 1    |
| Bahames  | 1−2      | 0−3    |         | 0−3     | 0−3   | 1−8     | 2−16 | 31−102 | 4    |
| Equador  | 0−3      | 0−3    | 3−0     |         | 1−2   | 3−6     | 6−12 | 70−83  | 3    |

Play-offs
| Ronda   | Equip A   | Resultat | Equip B |
| ------- | --------- | -------- | ------- |
| Ascens  | Paraguai  | 0 − 2    | Brasil  |
| Descens | Veneçuela | 2 − 0    | Bahames |
| Descens | Mèxic     | 2 − 1    | Equador |

### Àsia/Oceania
Els partits del Grup I del sector d'Àsia/Oceania es van disputar entre el 5 i el 8 de febrer de 2014 sobre pista dura interior en el National Tennis Centre d'Astanà, Kazakhstan. Els vencedors de cada grup es van enfrontar entre si per accedir al Play-off del Grup Mundial II. Per la part baixa es van enfrontar el tercer del grup A amb el quart del B, de manera que el perdedor d'aquesta eliminatòria va descendir al sector d'Àsia/Oceania del Grup II.
Grup A
|            | Kazakhstan | Indonèsia | Tailàndia | V − D | Partits | Sets | Jocs  | Pos. |
| Kazakhstan |            | 3−0       | 1−2       | 1−1   | 4−2     | 9−4  | 69−41 | 2    |
| Indonèsia  | 0−3        |           | 0−3       | 0−2   | 0−6     | 0−12 | 26−73 | 3    |
| Tailàndia  | 2−1        | 3−0       |           | 2−0   | 5−1     | 10−3 | 69−50 | 1    |

Grup B
|                 | R.P. de la Xina | Uzbekistan | Corea del Sud | Xina Taipei | V − D | Partits | Sets  | Jocs   | Pos. |
| R.P. de la Xina |                 | 1−2        | 3−0           | 3−0         | 2−1   | 7−2     | 14−5  | 102−67 | 2    |
| Uzbekistan      | 2−1             |            | 2−1           | 3−0         | 3−0   | 7−2     | 14−7  | 105−82 | 1    |
| Corea del Sud   | 0−3             | 1−2        |               | 3−0         | 1−2   | 4−5     | 10−11 | 95−91  | 3    |
| Xina Taipei     | 0−3             | 0−3        | 0−3           |             | 0−3   | 0−9     | 3−18  | 62−124 | 4    |

Play-offs
| Ronda        | Equip A    | Resultat | Equip B         |
| ------------ | ---------- | -------- | --------------- |
| Ascens       | Tailàndia  | 2 − 1    | Uzbekistan      |
| Tercer/Quart | Kazakhstan | 2 − 0    | R.P. de la Xina |
| Descens      | Indonèsia  | 0 − 2    | Xina Taipei     |

## Grup II

### Àfrica/Europa
Els partits del Grup II del sector africano-europeu es van disputar entre el 16 i el 19 d'abril de 2014 sobre pista dura interior en el Siauliai Tennis School de Šiauliai, Lituània. La primera fase estava formada per dos grups de quatre països. Els dos primers de cada grup es van enfrontar en una eliminatòria, el primer contra el segon de l'altre grup, i els dos vencedors van ascendir al sector Àfrica/Europa del Grup I. El mateix cas pels dos últims de cada grup, i els perdedors van descendir al sector Àfrica/Europa del Grup III.
Grup A
|               | Finlàndia | Lituània | Montenegro | Liechtenstein | V − D | Partits | Sets | Jocs   | Pos. |
| Finlàndia     |           | 2−1      | 3−0        | 1−2           | 2−1   | 6−3     | 13−7 | 100−72 | 2    |
| Lituània      | 1−2       |          | 3−0        | 1−2           | 1−2   | 5−4     | 10−9 | 88−77  | 3    |
| Montenegro    | 0−3       | 0−3      |            | 0−3           | 0−2   | 0−9     | 0−18 | 19−109 | 4    |
| Liechtenstein | 2−1       | 2−1      | 3−0        |               | 3−0   | 7−2     | 16−5 | 113−66 | 1    |

Grup B
|                      | Sud-àfrica | Bòsnia i Hercegovina | Geòrgia | Egipte | V − D | Partits | Sets | Jocs   | Pos. |
| Sud-àfrica           |            | 1−2                  | 1−2     | 3−0    | 1−2   | 5−4     | 12−8 | 108−88 | 3    |
| Bòsnia i Hercegovina | 2−1        |                      | 0−3     | 2−1    | 2−1   | 4−5     | 9−12 | 88−109 | 2    |
| Geòrgia              | 2−1        | 3−0                  |         | 3−0    | 3−0   | 8−1     | 16−3 | 113−65 | 1    |
| Egipte               | 0−3        | 1−2                  | 0−3     |        | 0−3   | 1−8     | 3−17 | 66−113 | 4    |

Play-offs
| Ronda   | Equip A       | Resultat | Equip B              |
| ------- | ------------- | -------- | -------------------- |
| Ascens  | Liechtenstein | 2 − 0    | Bòsnia i Hercegovina |
| Ascens  | Geòrgia       | 2 − 1    | Finlàndia            |
| Descens | Lituània      | 1 − 2    | Egipte               |
| Descens | Sud-àfrica    | 3 − 0    | Montenegro           |

### Amèrica
Els partits del Grup II del sector americà es van disputar entre el 7 i el 12 d'abril de 2014 sobre pista dura en el Palmas Athletic Club d'Humacao, Puerto Rico. La primera fase estava formada per tres grups de tres països i un altre de quatre. Els primers de cada grup es van enfrontar en una eliminatòria, el primer del grup A contra el primer del D i el primer del B contra el primer del C, per determinar els dos països que ascendien al sector d'Amèrica del Grup I.
Grup A
|                      | Guatemala | República Dominicana | Panamà | V − D | Partits | Sets | Jocs  | Pos. |
| Guatemala            |           | 1−2                  | 3−0    | 1−1   | 4−2     | 8−5  | 54−50 | 2    |
| República Dominicana | 2−1       |                      | 3−0    | 2−0   | 5−1     | 10−2 | 67−20 | 1    |
| Panamà               | 0−3       | 0−3                  |        | 0−2   | 0−6     | 1−12 | 23−74 | 3    |

Grup B
|             | Xile | Puerto Rico | Barbados | V − D | Partits | Sets | Jocs  | Pos. |
| Xile        |      | 2−1         | 3−0      | 2−0   | 5−1     | 10−4 | 70−47 | 1    |
| Puerto Rico | 1−2  |             | 3−0      | 1−1   | 4−2     | 10−4 | 76−43 | 2    |
| Barbados    | 0−3  | 0−3         |          | 0−2   | 0−6     | 0−12 | 16−72 | 3    |

Grup C
|          | Perú | Bolívia | Bermudes | V − D | Partits | Sets | Jocs  | Pos. |
| Perú     |      | 1−2     | 3−0      | 1−1   | 4−2     | 8−4  | 59−44 | 2    |
| Bolívia  | 2−1  |         | 2−1      | 2−0   | 4−2     | 8−4  | 61−37 | 1    |
| Bermudes | 0−3  | 1−2     |          | 0−2   | 1−5     | 2−10 | 27−66 | 3    |

Grup D
|                   | Uruguai | Trinitat i Tobago | Costa Rica | V − D | Partits | Sets | Jocs  | Pos. |
| Uruguai           |         | 1−2               | 1−2        | 0−2   | 2−4     | 5−8  | 59−64 | 3    |
| Trinitat i Tobago | 2−1     |                   | 1−2        | 1−1   | 3−3     | 7−6  | 54−58 | 2    |
| Costa Rica        | 2−1     | 2−1               |            | 2−0   | 4−2     | 8−6  | 67−58 | 1    |

Play-offs
| Ronda          | Equip A              | Resultat | Equip B           |
| -------------- | -------------------- | -------- | ----------------- |
| Ascens         | República Dominicana | 1 − 2    | Bolívia           |
| Ascens         | Xile                 | 2 − 0    | Costa Rica        |
| Cinquè / Vuitè | Puerto Rico          | 2 − 0    | Trinitat i Tobago |
| Cinquè / Vuitè | Guatemala            | 1 − 2    | Perú              |
| Novè / Dotzè   | Panamà               | 0 − 3    | Bermudes          |
| Novè / Dotzè   | Barbados             | 1 − 2    | Uruguai           |

### Àsia/Oceania
Els partits del Grup II del sector Àsia/Oceania es van disputar entre el 4 i el 8 de febrer de 2014 sobre pista dura interior en el National Tennis Centre d'Astanà, Kazakhstan. La primera fase estava formada per tres grups de tres països i un de quatre. Els primers de cada grup es van enfrontar en una eliminatòria, el primer del grup A contra el primer del D i el primer del B contra el primer del C, i llavors els dos vencedors en una altra eliminatòria per determinar el país que ascendia al sector d'Àsia/Oceania del Grup I.
Grup A
|           | Hong Kong | Malàisia | Vietnam | V − D | Partits | Sets | Jocs  | Pos. |
| Hong Kong |           | 3−0      | 3−0     | 2−0   | 6−0     | 12−0 | 72−15 | 1    |
| Malàisia  | 0−3       |          | 2−1     | 1−1   | 2−4     | 4−8  | 43−62 | 2    |
| Vietnam   | 0−3       | 1−2      |         | 0−2   | 1−5     | 2−10 | 31−69 | 3    |

Grup B
|           | Filipines | Singapur | Sri Lanka | V − D | Partits | Sets | Jocs  | Pos. |
| Filipines |           | 3−0      | 3−0       | 2−0   | 6−0     | 12−0 | 72−16 | 1    |
| Singapur  | 0−3       |          | 2−1       | 1−1   | 2−4     | 4−8  | 39−61 | 2    |
| Sri Lanka | 0−3       | 1−2      |           | 0−2   | 1−5     | 2−10 | 31−65 | 3    |

Grup C
|              | Turkmenistan | Kirguizstan | Iraq | V − D | Partits | Sets | Jocs  | Pos. |
| Turkmenistan |              | 3−0         | 2−1  | 2−0   | 5−1     | 10−3 | 66−31 | 1    |
| Kirguizstan  | 0−3          |             | 2−1  | 1−1   | 2−4     | 6−8  | 48−65 | 2    |
| Iraq         | 1−2          | 1−2         |      | 0−2   | 2−4     | 4−9  | 47−65 | 3    |

Grup D
|              | Índia | Iran | Nova Zelanda | Pakistan | V − D | Partits | Sets | Jocs   | Pos. |
| Índia        |       | 3−0  | 2−1          | 3−0      | 3−0   | 8−1     | 16−2 | 101−37 | 1    |
| Iran         | 0−3   |      | 0−3          | 2−1      | 1−2   | 2−7     | 4−15 | 44−106 | 3    |
| Nova Zelanda | 1−2   | 3−0  |              | 3−0      | 2−1   | 7−2     | 14−4 | 95−34  | 2    |
| Pakistan     | 0−3   | 1−2  | 0−3          |          | 0−3   | 1−8     | 3−16 | 43−106 | 4    |

Play-offs
| Ronda          | Ronda          | Equip A   | Resultat | Equip B      |
| -------------- | -------------- | --------- | -------- | ------------ |
| Ascens         | 2R             | Hong Kong | 2 − 1    | Filipines    |
| Ascens         | 1R             | Hong Kong | 2 − 1    | Índia        |
| Ascens         | 1R             | Filipines | 3 − 0    | Turkmenistan |
| Cinquè / Vuitè | Cinquè / Vuitè | Malàisia  | 0 − 3    | Nova Zelanda |
| Cinquè / Vuitè | Cinquè / Vuitè | Singapur  | 2 − 1    | Kirguizstan  |
| Novè / Dotzè   | Novè / Dotzè   | Vietnam   | 3 − 0    | Iran         |
| Novè / Dotzè   | Novè / Dotzè   | Sri Lanka | 3 − 0    | Iraq         |

## Grup III

### Àfrica/Europa
Els partits del Grup III del sector africano-europeu es van disputar entre el 5 i el 8 de febrer de 2014 sobre pista dura interior en el Tere Tennis Center de Tallin, Estònia. La primera fase estava formada per quatre grups de tres països. Els primers de cada grup es van enfrontar en una eliminatòria, el primer del grup A contra el primer del C i el primer del B contra el primer del D, per determinar els dos països que ascendien al sector Àfrica/Europa del Grup II.
Grup A
|             | Estònia (1) | Namíbia | Armènia | V − D | Partits | Sets | Jocs  | Pos. |
| Estònia (1) |             | 3−0     | 3−0     | 2−0   | 6−0     | 12−0 | 73−16 | 1    |
| Namíbia     | 0−3         |         | 2−1     | 1−1   | 2−4     | 4−8  | 38−62 | 2    |
| Armènia     | 0−3         | 1−2     |         | 0−2   | 1−5     | 2−10 | 30−63 | 3    |

Grup B
|            | Grècia (2) | Xipre | Moldàvia | V − D | Partits | Sets | Jocs  | Pos. |
| Grècia (2) |            | 3−0   | 2−1      | 2−0   | 5−1     | 10−2 | 66−29 | 1    |
| Xipre      | 0−3        |       | 1−2      | 0−2   | 0−6     | 1−12 | 36−76 | 3    |
| Moldàvia   | 1−2        | 3−0   |          | 1−1   | 4−2     | 8−5  | 55−52 | 2    |

Grup C
|               | Dinamarca (3) | Madagascar | Noruega | V − D | Partits | Sets | Jocs  | Pos. |
| Dinamarca (3) |               | 3−0        | 2−1     | 2−0   | 5−1     | 10−3 | 74−36 | 1    |
| Madagascar    | 0−3           |            | 1−2     | 0−2   | 1−5     | 4−10 | 48−67 | 3    |
| Noruega       | 1−2           | 2−1        |         | 1−1   | 3−3     | 6−7  | 49−68 | 2    |

Grup D
|             | Irlanda (4) | Islàndia | Malta | V − D | Partits | Sets | Jocs  | Pos. |
| Irlanda (4) |             | 3−0      | 2−1   | 2−0   | 5−1     | 11−2 | 72−24 | 1    |
| Islàndia    | 0−3         |          | 1−2   | 0−2   | 1−5     | 2−10 | 27−67 | 3    |
| Malta       | 1−2         | 2−1      |       | 1−1   | 1−5     | 2−10 | 27−67 | 2    |

Play-offs
| Ronda          | Equip A  | Resultat | Equip B    |
| -------------- | -------- | -------- | ---------- |
| Ascens         | Estònia  | 2 − 0    | Dinamarca  |
| Ascens         | Grècia   | 1 − 2    | Irlanda    |
| Cinquè / Vuitè | Moldàvia | 3 − 0    | Malta      |
| Cinquè / Vuitè | Namíbia  | 0 − 3    | Noruega    |
| Novè / Dotzè   | Armènia  | 1 − 2    | Madagascar |
| Novè / Dotzè   | Xipre    | 3 − 0    | Islàndia   |

## Resum
| Grup            | Grup      | Països                                            |
| --------------- | --------- | ------------------------------------------------- |
| Grup Mundial    | Campió    | Txèquia                                           |
| Grup Mundial    | Finalista | Alemanya                                          |
| Grup Mundial    | Descens   | Eslovàquia, Espanya, Estats Units                 |
| Grup Mundial II | Ascens    | Canadà, França, Polònia                           |
| Grup Mundial II | Descens   | Japó, Sèrbia                                      |
| Grup I          | Ascens    | Països Baixos, Romania                            |
| Grup I          | Descens   | Bahames, Equador, Eslovènia, Indonèsia, Luxemburg |
| Grup II         | Ascens    | Bolívia, Geòrgia, Hong Kong, Liechtenstein, Xile  |
| Grup II         | Descens   | Lituània, Montenegro                              |
| Grup III        | Ascens    | Estònia, Irlanda                                  |

## Rànquing
| Rànquing de la Copa Federació ITF 2014 (10/11/2014) | Rànquing de la Copa Federació ITF 2014 (10/11/2014) | Rànquing de la Copa Federació ITF 2014 (10/11/2014) | Rànquing de la Copa Federació ITF 2014 (10/11/2014) | Rànquing de la Copa Federació ITF 2014 (10/11/2014) | Rànquing de la Copa Federació ITF 2014 (10/11/2014) |
| Pos.                                                | País                                                | Punts                                               | Eliminatòries                                       | Ant.                                                | Mov.                                                |
| --------------------------------------------------- | --------------------------------------------------- | --------------------------------------------------- | --------------------------------------------------- | --------------------------------------------------- | --------------------------------------------------- |
| 1                                                   | Txèquia                                             | 35.535,00                                           | 18                                                  | 1                                                   | 1                                                   |
| 2                                                   | Itàlia                                              | 21.182,50                                           | 16                                                  | 2                                                   | 1                                                   |
| 3                                                   | Rússia                                              | 14.560,00                                           | 20                                                  |                                                     |                                                     |
| 4                                                   | Alemanya                                            | 14.140,00                                           | 19                                                  |                                                     |                                                     |
| 5                                                   | Austràlia                                           | 7.630,00                                            | 22                                                  |                                                     |                                                     |
| 6                                                   | Sèrbia                                              | 6.117,50                                            | 21                                                  |                                                     |                                                     |
| 7                                                   | Polònia                                             | 6.060,00                                            | 23                                                  |                                                     |                                                     |
| 8                                                   | Canadà                                              | 5.862,50                                            | 20                                                  |                                                     |                                                     |
| 9                                                   | França                                              | 5.125,00                                            | 14                                                  |                                                     |                                                     |
| 10                                                  | Eslovàquia                                          | 5.010,00                                            | 22                                                  |                                                     |                                                     |